# Exposição de Jamestown

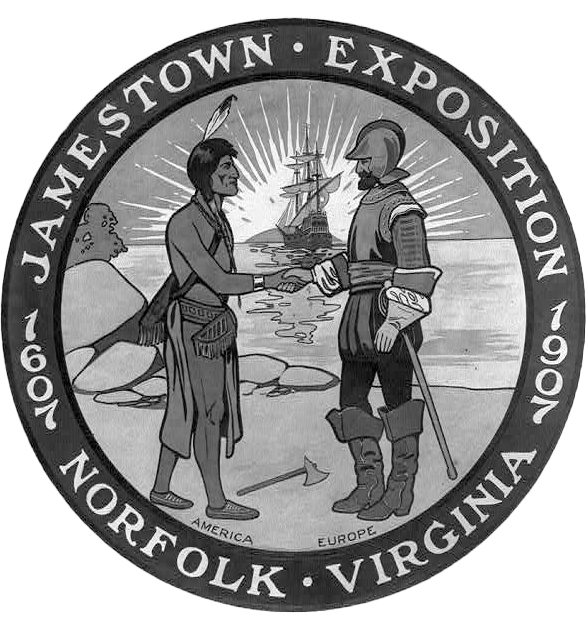
Selo da exposição

A Exposição de Jamestown (originalmente Jamestown Exposition) foi uma das muitas feiras e exposições mundiais populares dos Estados Unidos no início do século XX. Foi realizada a partir de 26 de Abril a 1 de Dezembro de 1907, no Sewell's Point, em Hampton Roads, perto de Norfolk, Virgínia, e comemorou o 300º aniversário da fundação de Jamestown na colônia de Virgínia, o primeiro assentamento permanente inglês no atual Estados Unidos. Em 1975, os 20 edifícios de exposição restantes foram incluídos no Registro Nacional de Lugares Históricos como distrito histórico nacional.